# Hachirō-gata
Hachirō-gata (jap. 八郎潟 Hachirō-gata) – jezioro (dosł. laguna Hachirō) w prefekturze Akita, w północnej Japonii. Spotykana jest również nazwa Hachirō-ko (jap. 八郎湖 Hachirō-ko; jezioro Hachirō). 
Z uwagi na silne przekształcenia antropogeniczne, Hachirō-gata jest niekiedy określane mianem uregulowanego stawu (八郎潟調整池 Hachirō-gata chōseichi). Ten kryptodepresyjny zbiornik wodny jest najniżej położonym, tj. 4 m p.p.m. miejscem w Japonii.

Dawniej Hachirō-gata było drugim, po Biwa (669,26 km²), największym jeziorem japońskim. W 1957 r. rozpoczął się intensywny proces osuszania i melioracji dla potrzeb miejscowego rolnictwa. Obecnie jezioro to zajmuje obszar 27,75 km², co stawia je na 18. miejscu w Japonii.

Z czasem, gdy Japonia zaczęła borykać się z nadprodukcją ryżu podniosły się opinie krytykujące osuszenie jeziora. Ponadto zwracano uwagę na utratę rozległych mokradeł, które stanowiły cenne siedlisko japońskiej awifauny.
Zanim Hachirō-gata zostało osuszone oraz zmniejszyło się zasolenie jego wód, było ważnym miejscem hodowli i połowu muszli shijimi (Corbicula japonica). Dziś w okresie zimowym na skutych lodem wodach jeziora poławia się rybę wakasagi (Hypomesus nipponensis).
Zgodnie z legendą, mężczyzna o imieniu Hachirō został zamieniony w smoka, który po długiej wędrówce wybrał sobie na miejsce spoczynku lagunę. Stąd nazwa Hachirō-gata, ponieważ przyrostek kata (tu: udźwięczniony) oznacza lagunę. Z czasem poznał atrakcyjną kobietę, do której należało położone w głębi lądu, w prefekturze Akita, jezioro Tazawa. Aby być bliżej niej, Hachirō przemieszczał się w jej kierunku w ten sposób, iż stawał się coraz bardziej płytki, aż w końcu laguna stała się jeziorem.